# 강두리
강두리(1993년 1월 28일~2015년 12월 14일)은 대한민국의 배우였다.

## 생애
- 대한민국의 배우. 2010년 데뷔 하였으며 본업인 배우 뿐만 아니라 광고 모델 활동과 인터넷 방송 등을 통해 자신의 커리어를 쌓고 있던 신인 배우.
- 2013년경부터 배우 활동 이외에 인터넷 방송 쪽에 관심을 두어, 아프리카TV에서 BJ로 활동하기도 했으며,BJ로 활동하는 동안 아프리카TV에서 자체 제작했던 각종 공식 방송에 출연하기도 하였다.
- 개인방송 에서는 주로 보이는 라디오 위주로 방송을 했고, 가끔 리그 오브 레전드 방송을 하기도 했지만 그렇게 자주 방송을 하는 편은 아니었다고...
- 개인방송은 완전한 부업으로 생각했던지라 순수한 개인 진행형 인터넷 방송보다는 타 BJ들과 함께 어울려서 진행하는 방송 등에 주로 모습을 비췄다.
- 특유의 밝고 털털한 성격 덕에 같이 방송했던 많은 BJ들과 친분을 쌓았으며, 이때 친해진 유명 BJ '불양' 등과 가깝게 지내며 여러 공식방송 이외에 헝그리앱 방송 등에 출연하는 등, 열심히 활동하는 모습을 보였다..
- 그 후 2015년 11월 12일을 마지막으로 강두리는 또 다시 연예계 스케줄로 인해 한동안 방송을 하지 않았다.
- 방송 활동으로 인해 잠시 쉬게 된 것인데, 12월 11일에 개인 인터넷방송국에 '곧 다시 만나자'는 짧은 인사말을 남기며 곧 돌아올 것을 암시했다.

## 사망
- 그렇게 활동을 이어나가던 2015년 12월 14일 새벽, 번개탄을 피워 자살하면서 짧은 생을 마감했다.
- 그녀가 사망하기 불과 3일 전, '다음 주 안으로 돌아오겠다'는 공지를 남긴 채 일어난 일이라 더욱 안타까움을 자아냈다.
- 하지만 정작 그동안 강두리가 방송을 해왔던 아프리카TV에서는 강두리의 사망 소식을 접하고도 애도의 글 하나 올리지 않아 많은 이용자들에게 실망감과 분노감을 안겨주었다.
- 처음 사인은 교통사고로 알려졌으나 이는 SNS를 인용한 언론의 잘못된 보도로 밝혀졌으며, 실제 사인은 가스를 이용한 자살로 밝혀졌다.

## 드라마
- 2015년 KBS 발칙하게 고고 (유작)
- 2013년 MBC 스캔들: 매우 충격적이고 부도덕한 사건
- 2010년 KBS 수상한 삼형제 - 어영생모의 딸 역

## 영화
- 2012년 터치 - 편의점 점원 역